# الهيئة الدولية للوقاية من الإشعاع
الهيئة الدولية للوقاية من الإشعاع (يرمز لها اختصاراً ICRP من International Commission on Radiological Protection) هي هيئة عالمية تقدم توجيهات ونصائح في شؤون الوقاية من الإشعاع مبنية على أحدت ما يتوصل إليه العلم والأبحاث في مجال الوقاية من الإشعاعات المؤينة. وقد تشكلت عام 1928 كمجلس عالمي للاشعة International Society of Radiology ثم سميت بعد ذلك لفترة «الهيئة الدولية للوقاية من أشعة إكس والراديوم».
ثم تغيرت لكي تصبح المرجع في مجال الوقاية من الإشعاع في جميع المجالات خارج المجال الطبي، واسمها الحالي يعود إلى عام 1950 . وهي هيئة ليست بغرض الكسب في المملكة المتحدة وتوجد سكرتاريتها العلمية حاليا في اتاوا في كندا.
وقامت الهيئة عام 1974 بتعريف «الشخص المرجعي» (تختلف الحيوانات والحشرات عن بعضها البعض في مقدرتها الطبيعية على تحمل الإشعاع، كذلك يختلف إنسان عن إنسان ولو قليلا بالنسبة لمقدرته على مقاومة الإشعاع [مثل الرجال والأطفال] ولهذا يختار تعريف «شخص مرجعي» بغرض تقدير حدود الإشعاع المسموح بها على أساسه، ولا ينشأ عنها ضرر للإنسان بصفة عامة على نحو إحصائي).

## تكوينها
تتكون الهيئة الدولية للوقاية من الإشعاع من هيئة رئاسية وخمسة مجالس دائمة متخصصة في الموضوعات الآتية:
- تاثيرات الإشعاع
- طرق قياس الإشعاع المتعلق بالتعرض للإشعاع
- الوقاية من الإشعاع في الطب
- تنفيذ توصيات الهيئة الدولية للوقاية من الإشعاع
- الحفاظ على البيئة

وتوجد سكرتارية علمية في السويد ترعى الهيئة والأقسام. كما توجد بجانب ذلك ورش عمل تعمل بين حين وآخر متخصصة لبحث مسائل جديدة وطرق معالجتها.

## اقرأ أيضا
- زيفرت
- جراي (وحدة)
- راد (وحدة)
- اشعة سينية
- مقياس الجرعة
- الوكالة الدولية للطاقة الذرية
- إشعاع الهاتف المحمول والصحة